# ضبع مخططة
الضَبُعُ المُخَطَّطَة أو العَرْفاء أو الضبع العربي المخطط (الاسم العلمي: Hyaena hyaena) هو حيوان قارت من فصيلة الضبعيات التي تضم إلى جانب هذا النوع الضبع الرقطاء، العسبار، والضبع البنية الوثيق الصلة بالضبع المخططة. والضبع المخططة أوسع انتشارا من الأنواع الباقية إذ أن موطنها يشمل أفريقيا بكاملها، الشرق الأوسط(كما انها الحيوان الوطني للبنان)، باكستان، غرب الهند، والأناضول. وكانت هذه الحيوانات تعيش في أوروبا أيضا قبل أن تنقرض منذ فترة بعيدة. الضباع المخططة حيوانات قمّامة أو كاسحة أي أنها تقتات على الجيفة معظم الوقت، إلا أنها قد تصطاد الثدييات الصغيرة أيضا كما وتقتات على الفاكهة والحشرات، ويعرف عن السلالات الأكبر حجما أنها تصطاد طرائد بحجم الخنزير البري. تعتبر هذه الحيوانات رحّآلة، فهي تنتقل بين مصادر الماء واحدة تلو الأخرى إلا أنها لاتبتعد أكثر من 10 كيلومترات (6 أميال) عن أحدها. تصطاد الضباع المخططة بشكل فردي إلا أنها تتجمع في مجموعات عائلية صغيرة، وهي كمثل باقي الثدييات القاطنة لمناطق حارّة تخسر الحرارة عن طريق آذانها التي تقوم بتبريد الجسد.
تعتبر الضبع المخططة حيواناً انعزالياً إجمالا، إلا أن لديها تنظيم اجتماعي معين بين الأفراد التي تقطن منطقة واحدة، تبحث هذه الحيوانات عن طعامها بمفردها إجمالا ونادرا ما تشاهد في مجموعات ولكنها تعيش في مجموعات عائلية صغيرة في جحورها. تعيش الضبع المخططة في السفانا الاستوائية، الأراضي العشبية، المناطق الشبه صحراوية، غابات الأشجار القمئية، والأراضي الحرجية.
تظهر الضباع المخططة بشكل متكرر في الكثير من الحضارات البشريّة حيث تصوّر غالبا على أنها مخلوقات مخيفة ينبغي الحذر منها، وفي أحيان أخرى على أنها مثيرة للإعجاب أو على أنها مصدر من مصادر الشعوذة والسحر الإنساني.

## الوصف

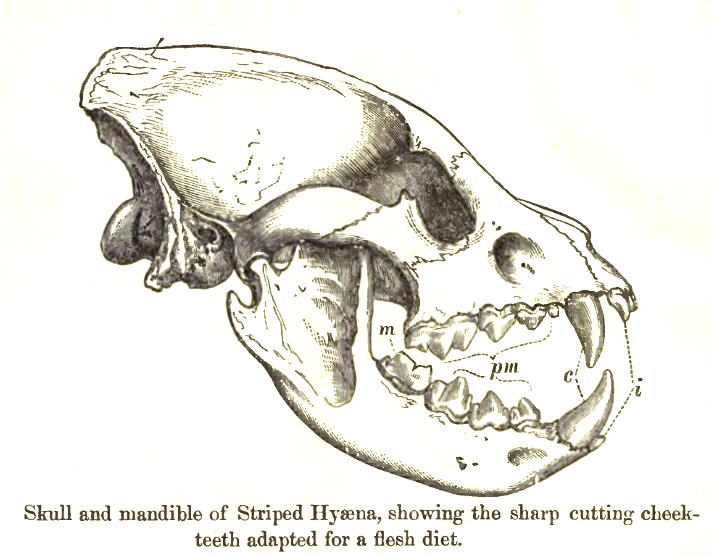
جمجمة الضبع المخططة.

الضبع المخططة ثاني أكبر أنواع الضباع، فهي تعتبر وسطا بين الضبع الرقطاء والضبع البنية. تعتبر جمجمة هذه الحيوانات أصغر من جمجة أقاربها البنية، كما أن أسنانها أقل قوّة، مما يدل على تأقلمها للاقتيات على أشكال أكثر تنوعا من الطعام من باقي الضباع. للضبع المخططة فراء بني اللون ضارب إلى الرمادي على كافة أنحاء جسدها، وتمتلك هذه الحيوانات خطوطا سوداء على قوائمها، جذعها، رأسها وظهرها، كما ويكون لون خطمها وآذانها أسود كليّا، وتظهر تغيّرا للونها بتغيّر الفصول، فتكون الخطوط أدكن وأكثر وضوحا في كسوتها الصيفيّة من تلك الشتوية. تمتلك الضباع المخططة لبدة متوسطة الحجم على عنقها وأكتافها، وينتصب الشعر الطويل على هذه اللبدة عندما تشعر الحيوانات بالخطر مما يزيد من حجمها بنسبة 38% وتبدو بالتالي أكبر حجما بالنسبة لمن يهاجمها مما قد يساعد على نجاتها. يمتد أمد حياة الضبع المخططة ما بين 10 و 12 عاما في البرية، إلا أنها قد تعيش لفترة أطول في الأسر.
الضبع المخططة حيوان قوي متوسط الحجم، وهي مكسوة بفراء أشعت أسمر باهت ضارب إلى الرمادي، وتمتلك بالإضافة لذلك ما بين 5 إلى 9 خطوط سوداء تنحدر على جانبيه بشكل عامودي، وتكون خطمها ووجهها قاتمان اللون كما وتمتلك بقعة سوداء على أسفل عنقها. ولهذه الحيوانات لبدة سميكة قابلة للانتصاب تنحدر من مؤخرة العنق إلى الكفل، وتقوم الضبع برفع هذه اللبدة لتبدو أكبر حجما عندما تستعرض أمام ضبع مخططة أخرى ومن ثم تقوم الضباع بإمساك بعضها من العنق والهزّ كطريقة وهميّة في القتال. تكون قوائم الضبع طويلة ومخططة أيضا بينما يكون الجسد والعنق ثخينان، أما الذيل فأزغب ويصل في طوله حتى القدمين.
تزن ذكور الضبع المخططة ما بين 26 و 41 كيلوغراما (57 - 90 رطلا) والإناث بين 26 و 34 كيلوغراما، ويبلغ طول هذه الحيوانات من رأسها إلى ذيلها ما بين متر و 1.15 متر (4 - 5 أقدام) أما ارتفاعها عند الكتفين فيبلغ ما بين 66 و 75 سنتيمترا (2.2 - 2.5 أقدام)، ويمكن القول بأن ليس هناك من اختلاف شاسع بين قد الذكور والإناث. للضباع المخططة غدد تفرز روائح، تشابه جيوبا كبيرة عارية من الشعر، تقع بالقرب من فتحة الشرج.

### السلالات

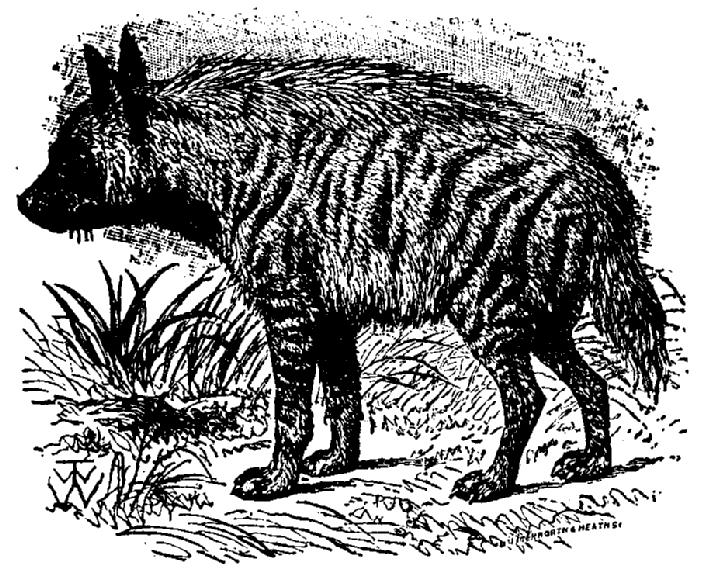
رسم لضبع مخططة.

تمّ تعريف 5 سلالات للضبع المخططة بناء على أهابها وخصائصها الجسديّة، وهذه السلالات هي:
- السلالة السورية، Hyaena hyaena syriaca. تستوطن بلاد الشام والعراق والأناضول.
- السلالة السلطانيّة، Hyaena hyaena sultana. تستوطن شبه الجزيرة العربية.
- سلالة شمال شرق إفريقيا، Hyaena hyaena dubbah. تستوطن شمال شرق أفريقيا.
- السلالة البربرية، Hyaena hyaena barbara. تستوطن شمال غرب أفريقيا.
- السلالة الضبعيّة، Hyaena hyaena hyaena. تستوطن الهند.

### وضع النوع
يصنف الضبع المخططة على أنه قريب من خطر الانقراض أو شبه مهددة بحسب تصنيف الإتحاد العالمي للحفاظ على الطبيعة، ويبدو بأن هذه الضباع قادرة على التأقلم مع العيش بقرب جمهرات البشر المتزايدة دوما بعكس الضواري الأخرى التي تعتمد الضباع عليها لتأمين قوتها من الجيف. يتم صيد هذه الحيوانات وتسميمها عبر موطنها بأكمله، وعلى الرغم من أن جمهرتها ضخمة إلا أنها مشتتة عبر منطقة شاسعة ومعزولة عن بعضها البعض في الكثير من المناطق.

## السلوك والخواص الأحيائية

### السلوك الاجتماعي

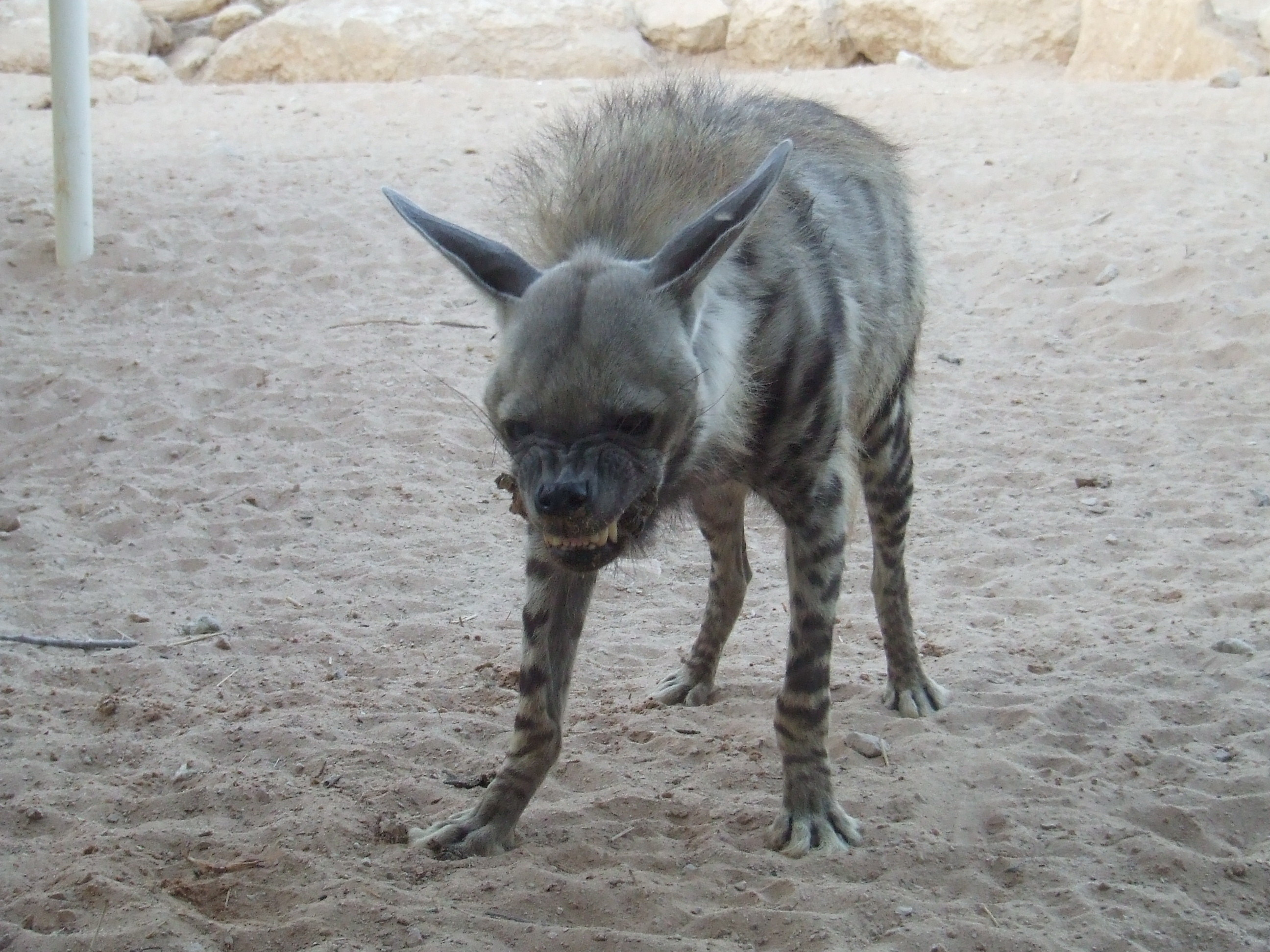
ضبع مخططة تشعر بالتهديد، لاحظ انتصاب عرفها الظهري مما تجعله تبدو أكبر حجما مما هو عليه.

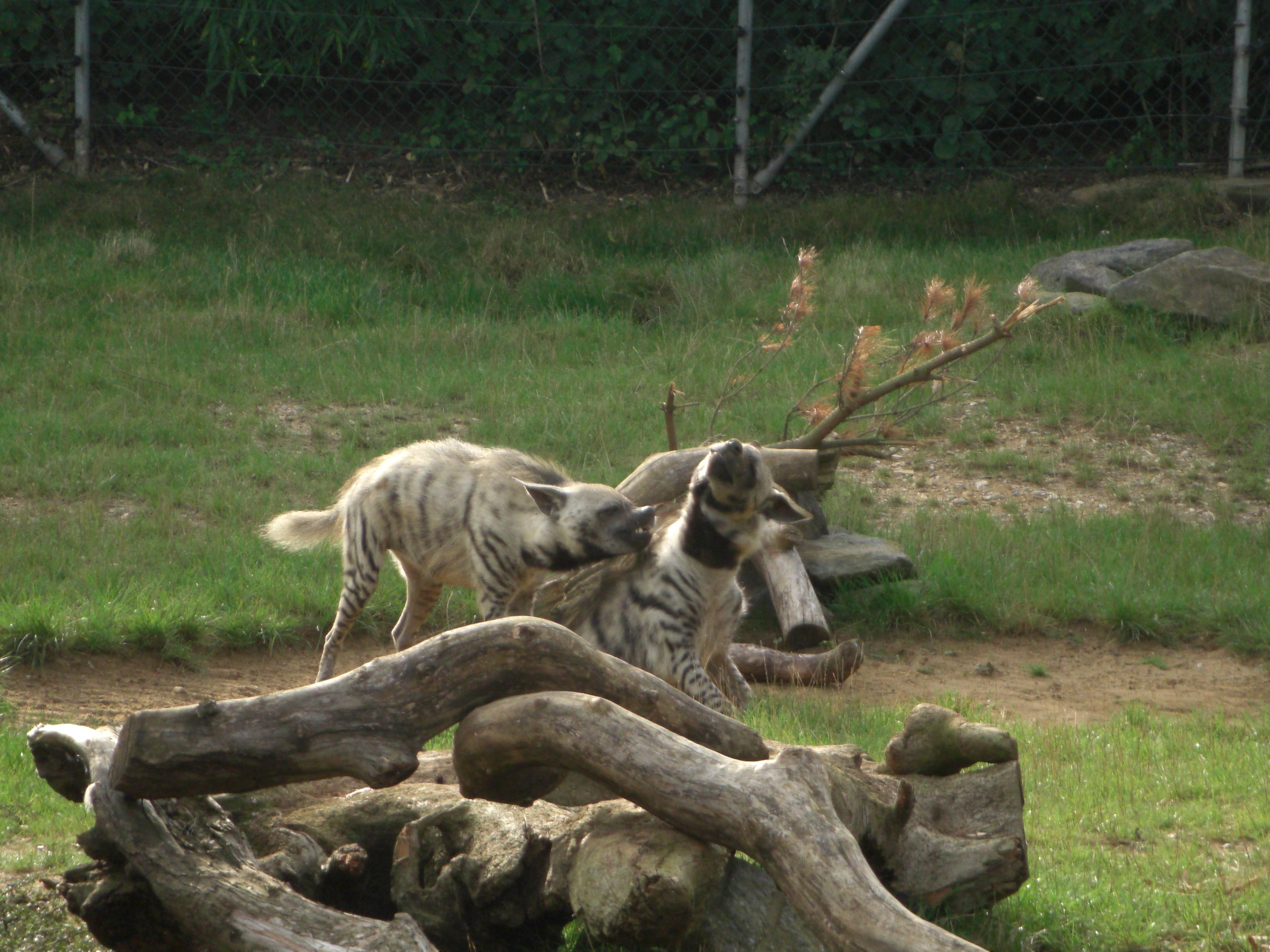
ضبعان مخططتان تلهوان في حديقة حيوانات كولشتر.

الضباع المخططة انعزالية بشكل أكبر من الضباع المرقطة والبنية، فهي تعيش في مجموعات أصغر حجما في أحواز صغيرة المساحة إجمالا، وقد ظهر أن الأفراد المنتمية للسلالات المختلفة لا تعيش في مجموعات يزيد عدد الأفراد فيها عن ضبع أو ضبعين، على الرغم من ورود تقارير من ليبيا تفيد عيش بعضها في مجموعة تتألف من سبعة ضباع. تعتبر الضباع في بلاد الشام انعزالية عادةً، على الرغم من أنه يمكن رؤيتها أحيانا وهي متجمعة على إحدى الذبائح، أما الضباع من آسيا الوسطى فيقال بأنها أحادية التزاوج. على العكس من الضباع المرقطة، فإن هذه الحيوانات من النادر أن تظهر سلوكا مناطقيّا. وقد وردت إحدى التقارير من السرينغتي بأفريقيا الشرقية التي تفيد حوزيّ ضبعين بلغت مساحتهما 44 كلم² و 72 كلم² على التوالي (17 و 28 ميل مربّع)، بينما ظهر أن مساحة حوز أنثى وحيدة في صحراء النقب بلغ قرابة 61 كلم² (24 ميل مربّع).
عندما تلتقي هذه الحيوانات ببعضها فإنها تقوم بتفقد ولعق منطقة وسط الظهر حيث يقع عرفها، وهي تقوم بتحيّة بعضها البعض بواسطة شمّ أنوفها وجيوبها الشرجيّة المنبثقة، بالإضافة لعض أعناق بعضها البعض بلطف. أما عند اللقاء العدائي بين فردين، فإن العرف الظهري ينتصب، وأثناء القتال تقوم الحيوانات باستهداف أعناق بعضها وقوائمها، إلا انها تتفادى إيذاء العرف. تقوم الضبع المخططة بتعليم حدود حوزها عن طريق الإفرازات الصادرة من جيبه الشرجي، وتعتبر قصبات العشب، الحجارة، وجذوع الأشجار، الأشياء الأكثر ألفة التي يقوم الضبع بتعليمها. تمتلك الضبع المخططة مجموعة أصوات أقل تنوعا من تلك التي تمتلكها الضبع الرقطاء كي تستخدمها بالتواصل.

### التناسل
تستمر دورة الأنثى النزوية بين 45 و 50 يوما إلا أنها تكون خصبة ليوم واحد فقط خلال هذه المدة، وتستطيع الضباع المخططة أن تتزاوج على مدار السنة. تستمر فترة الحمل بين 88 و 92 يوما، ويتراوح عدد الجراء في البطن بين 1 و 4 في السنة، مع معدل يصل إلى 3 غالبا، أما في الأسر فإن معدّل الجراء في البطن يتراوح بين 1 و 5 جراء. تنشط الأنثى بشكل كبير في مرحلة ماقبل الولادة حيث تقوم بحفر حجر لها كي تضع فيه صغارها. تولد الجراء عمياء بقنوات آذان مسدودة، ويتراوح لونها خلال هذه المرحلة بين الأبيض والرمادي وتظهر لديها الخطوط السوداء بشكل واضح. تفتح الجراء أعينها خلال 7 أو 8 أيام، وتبدأ أسنانها بالظهور بعد 3 أسابيع، وتبدأ بتناول الأطعمة الصلبة بعد مرور 30 يوما على ولادتها إلا أنها تستمر بالرضاعة لأربع أو خمس أشهر. يختلف عمر الفطام عند هذه الحيوانات، فيمكن أن تفطم بعض الصغار عند بلوغها 8 أسابيع، بينما بعضها الأخر لا يُفطم حتى يبلغ 12 شهرا. يقوم الأبوين بإحضار الطعام إلى الجحر لتغذية الصغار. يُعرف بأن فترة النضوج الجنسي ليست متناسقة بين الجمهرات المختلفة، فبعض الإناث تصل لمرحلة النضوج الجنسي عند بلوغها سنتها الثانية أو الثالثة، وقد أفادت إحدى التقارير بأن إحدى الإناث في حديقة حيوانات تاشكنت أنجبت صغارها الأولى وهي لا تزال في عامها الرابع، وبالمقابل تمت رؤية إناث حوامل في البرية بإسرائيل وهي ماتزال تبلغ 15 شهرا.
تعدّ الكهوف الموئل المفضّل للضباع. يكون مدخل جحر الضبع المخططة في العادة ضيقا للغاية، وتحجبه عن الأنظار بعض الجلاميد الضخمة، وقد أفادت دراسة في صحراء كاراكوم بتركمنستان أن جحرين تستخدمهما الضباع بلغ عرض مدخل أحدهما 0.67 متر والأخر 0.72 متر، وقد بلغ عمق الأول 3 أمتار وامتد على مسافة 4.15 مترا والثاني 2.5 أمتار وامتد حتى 5 أمتار، ولم يكن هناك من جحرات خصوصية أو امتدادات أخرى؛ وتتناقض نتائج هذه الدراسة بشكل كبير مع نتائج دراسة جرت في إسرائيل وأظهرت أن بعض الجحور تمتد لمسافة 27 متر.

### الحمية

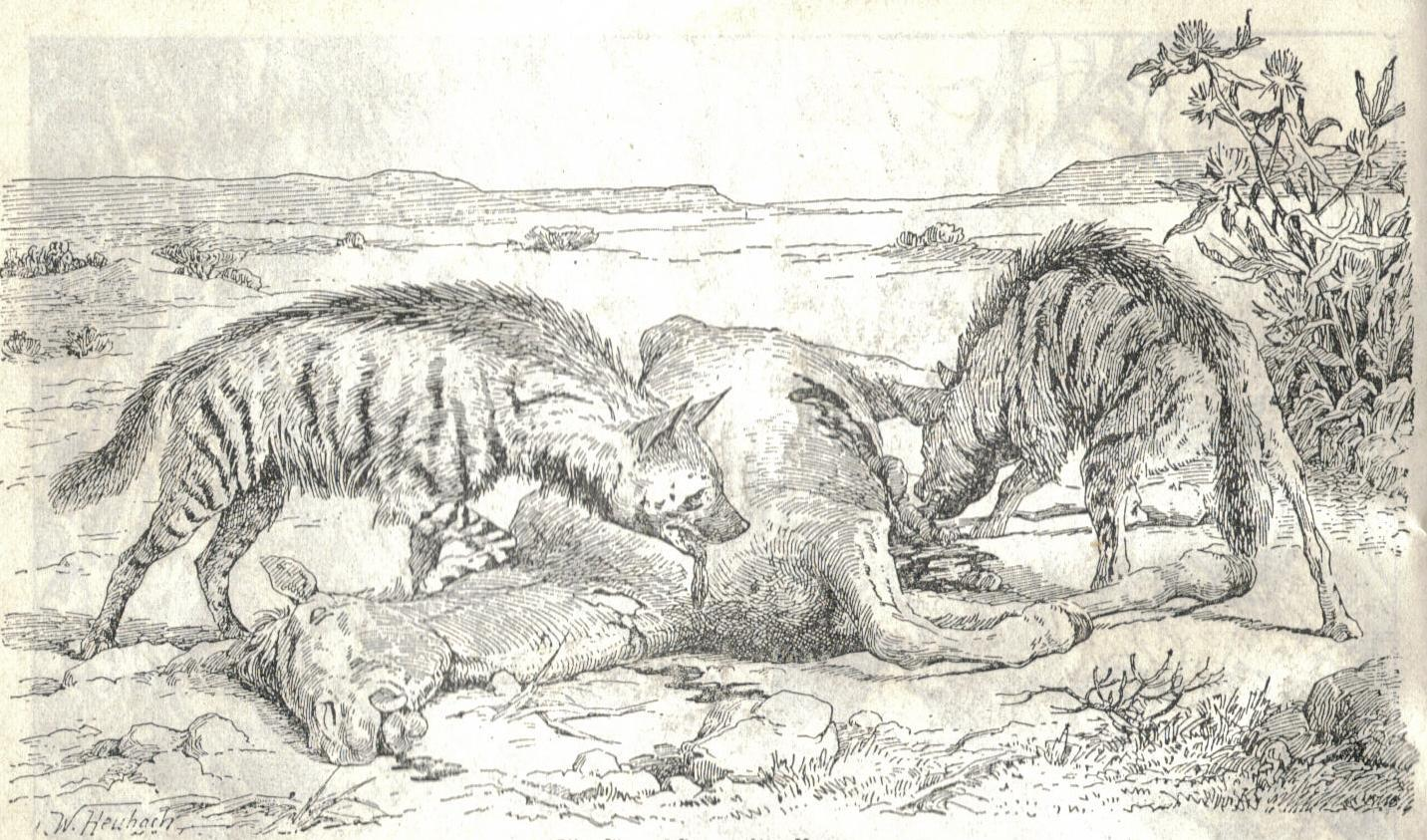
رسم لضبعين مخططين يقتاتان على جيفة حصان، بريشة والتر هيوباخ (1865–1923).

تُعدّ الضبع المخططة حيوانا قمّاما بشكل أساسي، على العكس من الضبع الرقطاء، حيث تقتات على الجيفة وبقايا طرائد الضواري الأخرى، وتستخدم فكّيها القويين لمضغ وطحن العظام. تقتات هذه الحيوانات في بعض الأحيان على الفرائس الحيّة، إلا أنه يُعتقد أن السلالات الثلاثة الأكبر حجما من شمال غرب أفريقيا، بلاد الشام، والهند تعتبر قادرة على قتل طرائد ضخمة، وليس هناك من دليل يؤكد أن السلالات الباقية من أفريقيا الشرقية وشبه الجزيرة العربية قادرة على افتراس طرائد كبيرة. أفادت بعض التقارير أن الضباع المخططة في تركمنستان تقتات على السلاحف بشكل كبير، على الرغم من أنه تمت رؤيتها وهي تصطاد الشياهم، والخنازير البرية بالإضافة إلى الحمر البرية الآسيوية. كما وتأكل هذه الضباع أنوعا أخرى من الطرائد مثل الثدييات الصغيرة من شاكلة الفئران، والحشرات أيضا، ففي القوقاز يعتبر الجراد مصدرا أساسيّا لغذائها. تتنقل الضباع المخططة لمسافات بعيدة بحثا عن الجيفة حتى أن البعض من الجمهرات تعتبر شبه مرتحلة.
تكمّل الضباع المخططة حميتها بأطعمة ذات مصدر نباتي، فتشكّل فاكهة صفصاف الزيت الموسميّة جزءًا مهمّا من حميتها في أوزبكستان وطاجيكستان، وفي إسرائيل يُعرف عنها بأنها تغير على مزارع البطيخ مما يضعها في نزاع مع المزارعين. تعد هذه الضباع قادرة على شرب أنواع مختلفة من المياه، تتراوح من المياه العذبة، الغازيّة، والمالحة، وقد تؤمن لها حميتها من البطيخ حاجتها من السوائل. تمت رؤية الضباع المخططة وهي تقتات في مكبات النفايات كذلك الأمر.

### العلاقة مع الضواري الأخرى
تؤدي عادة الضباع المخططة بالتغذي على الجيفة إلى حصول مواجهات بينها وبين أصناف أخرى من الضواري، وتترواح أشكال هذه المواجهات من إتخاذ الوضعيات المهددة إلى العنف الدموي. ففي أفريقيا تهيمن الأسود والضباع المرقطة على الضبع المخططة عند العثور على إحدى الذبائح (على الرغم من أن العالم الأحيائي المختص بالضباع هانس كروك أفاد بأن هناك مايبدو وكأنه «انجذاب» بين نوعيّ الضباع عندما تلتقي بقرب جيفة معينة)، أما المنازعات مع المفترسات الانفرادية مثل النمر والفهد فمن الصعب التنبؤ بنتيجتها إذ أنها تعتمد على من يخيف الأخر أولا. وفي الهند والشرق الأوسط تدخل الضباع المخططة في نزاع مع الذئاب في بعض الأحيان، وعلى الرغم من أن الضبع أقوى بنية من الذئب إلا أن هذه الخاصية لاتنفعها شيئا بسبب عادات الذئب الاجتماعية التي تمنحه تفوقا ملحوظا بما أن الضبع المخططة انفرادية معظم الأوقات والذئب يعيش في قطعان. وقد تهيمن الضباع المخططة في الهند على الببور الصغيرة السن أو التي لا تزال عديمة الخبرة، إلا أنها إجمالا ماتنتظر حتى ينتهي الببر الناضج من فريسته حتى تأتي لتقمم ماتبقّى. كما وقد تمّ العثور على بقايا من الضباع المخططة في معدة بعض تماسيح المجّار.

## العلاقة مع البشر

### في الفلكلور والخرافات
تظهر الضباع المخططة بشكل متكرر في فلكلور وأدب الشرق الأوسط، وغالبا ما يتم تصويرها على أنها رموز للغدر والغباء، وفي معظم الدول العربية يعتقد الكثيرون بأن الضباع تجسيد حي للجن، أو بحسب التعبير العاميّ «الجن يتلبسها». ذكر القزويني (1204–1283) في كتابه عجائب المخلوقات وغرائب الوجود قوم يُدعون بالضبعيون، وقال أنه لو وُجد شخص منهم بين 1000 شخص أخر، فإن الضبع تكون قادرةً بالرغم من ذلك على انتقائها والتهامها. تظهر إحدى المقالات الطبيّة الفارسيّة المكتوبة عام 1376 كيفيّة شفاية الأشخاص آكلي لحوم البشر المعروفين باسم كفتار، والذي قيل بأنهم نصف ضباع ونصف آدميين. ذكر كمال الدين الضامري في كتابه الكتاب الكبير عن حياة الحيوانات (1406) أن الضباع حيوانات مصاصة للدماء تهاجم الناس خلال الليل وتمتص دمائهم من أعناقهم، كما وذكر أن الضباع لا تهاجم سوى الأشخاص الشجعان. يُقال في الفلكلور العربي أن الضبع تستطيع أن تنوّم ضحاياه مغنطيسيّا بواسطة عيناه أو في بعض الأحيان بواسطة فيروموناته (بحال بوّل على الضحية). كان اليونانيون يعتقدون بفكرة شبيهة بفكرة الضامري حتى القرن التاسع عشر، ومفادها أن جثث المستذئبون سوف تسكن ميادين المعارك، بحال لم يتم تدميرها، على هيئة ضباع مصاصة دماء تشرب من دماء الجنود المحتضرين. أما في أفغانستان، الهند، وفلسطين، فإن صورة الضبع المخططة متنوعة ومختلفة عند العامّة، فعلى الرغم من أنها مهابة إلا كانت أيضا رمز للحب والخصوبة، مما أدى لظهور عدّة أنواع من أدوية الحب المستخرجة من أعضاء هذه الحيوانات. يؤمن قوم البلوش وسكان شمال الهند، أن الساحرات والمشعوذين يمتطون ضباعا مخططة بالليل.

### في التمثيل الحضاري
تسمّى بعض الأماكن باللغة العربية باسم «ضبع»، ومنها واديين في فلسطين أحدهما يعرف «بشق الضباع»، والأخر يُعرف باسم «وادي أبو ضباع». يعتقد بعض الباحثين أن كلا الواديين هما الوادي نفسه المذكور في سفر صموئيل، المزمور 13:18. ذُكرت الضبع المخططة ثلاث مرات في الكتاب المقدس في سفر أشعياء (المزمور: 13:22 و 34:14) وسفر إرميا (المزمور: 50:39). الاسم العبري للضبع هو «تزيبُع» أو «زيفوع» (بالعبرية: צבועיים)، الذي يعني «الكائن العوّاء» حرفيّا، على الرغم من أن نسخة الملك جايمس المرخصة من الكتاب المقدس تفسّر الكلمة التي ظهرت في سفر أرميا بالمزمور 12:9 أنها تعني «الطائر الأرقط»، أما الباحث وعالم الطيور الإنكليزي هنري بايكر تريسترام فيقول أن الكلمة يُقصد بها الضبع على الأرجح.

### افتراس الماشية وتدمير المحاصيل
يختلف تأثير الضباع المخططة على المواشي باختلاف المنطقة التي يستوطنها، ففي لبنان تقل نسبة هكذا حوادث بشكل كبير، حتى أن بعض الباحثين والمزارعين أفادوا بأن الضباع عبرت الحقول التي ترعى فيها المواشي في بعض الأحيان دون أن تخيفها حتى، وبالمقابل تفيد التقارير الواردة من تركمنستان أن الضباع المخططة أشد خطورة على الماشية من الذئاب. أظهرت الدراسات أن الماعز، الخراف، الكلاب، والدواجن، هي الحيوانات المستأنسة الأكثر شيوعا ضمن قائمة طرائد الضبع المخططة، كما أن هناك بعض المشاهدات لضباع تقتات على حيوانات داجنة أضخم حجما، إلا أنه لا يُعرف إذا كانت قد قتلتها بنفسها أم أنها اقتاتت على جيفتها فحسب، التي اعتقد خطأ أنها فتكت بها بنفسها. لا يُعرف الكثير عن صحة وسن الأفراد من المواشي الضخمة التي تنتقيها هذه الضباع بحال قررت افتراسها، إلا أن الدراسات تفيد أن هذه الهجومات نادرا ما تقع. تفترس الضباع المخططة المواشي بوتيرة عالية في كل من مصر، الحبشة، الهند، العراق، ويُحتمل في المغرب أيضا، وتعتبر الكلاب أكثر الطرائد الداجنة استهدافا من قبل هذه الحيوانات في الهند وتركمنستان، يُضاف إليها الأغنام وغيرها من الحيوانات الأصغر حجما في القوقاز، والماعز في أفريقيا. تفيد بعض التقارير التي تعود لخمسينات القرن العشرين، أن الضباع المخططة كانت تفترس الأحصنة والحمير في العراق.
تغير الضباع المخططة غالبا على حقول البطيخ ومزارع البلح في إسرائيل ومصر، أما في تركمنستان فهي تدخل مزارع البطيخ الأحمر وبطيخ المن لتقتات عليها.

### الاضطهاد البشري

لوحة الضبع (1739) بريشة جون بابتيست أودري، تظهر ضبعا مخططا يقاتله كلبا درواس.

غالبا ما تقع الضباع المخططة ضحية اللحوم المطعمة بسم الإستركنين، على الرغم من أن هذا الطعم يوضع في أكثرية الأحيان للضواري الأكثر شيوعا من شاكلة الذئاب، النمور، وبنات آوى. كانت الحكومة في الجزائر خلال عقد الثمانينات من القرن التاسع عشر تضع جائزة على كل ضبع يُقتل، مما سبب انخفاضا في أعدادها، حيث قتل 196 فردا خلال عاميّ 1881 و1882، وقد أطلقت حملة مماثلة لهذه أيضا في نفس الوقت على حدود الإمبراطورية الروسية، حيث كانت الحكومة تدفع جائزة كبيرة قدرها 100 روبل مقابل رأس كل ضبع يُسلّم إليها. كادت الضباع المخططة أن تنقرض في فلسطين خلال فترة الانتداب البريطاني عندما أطلقت الحكومة برنامج لإبادة داء الكلب الذي كانت تنقله بنات آوى الذهبية، وكاد هذا الأمر أن يحصل مرة أخرى بين عاميّ 1950 و1970 عندما قامت الحكومة الإسرائلية بإطلاق حملات تسميم بالإستركنين على نطاق أوسع مما فعله البريطانيون. يعتبر التسميم بالإستركنين خطرا كبيرا يهدد الضباع المخططة في النيجر حاليّا، وفي القوقاز تعلق هذه الحيوانات في أفخاخ صيادوا الفراء بين الفترة والأخرى على الرغم من أنها لا تُصاد بهدف الحصول على فراؤها، فهي لا تعتبر في روسيا من الحيوانات المرغوب فرائها لصناعة المعاطف، وتُصنّف على أنها بنفس درجة معاطف الذئاب والثعالب القليلة الجودة. قامت الحكومة الروسية بشراء ما مجموعه 200 جلد ضبع مخططة خلال عقد الثلاثينات من القرن العشرين، وذلك بداخل المنطقة التي تعرف اليوم بإتحاد الدول المستقلة، وأقل من 100 في خمسينات القرن نفسه، ومنذ حلول عام 1970 لم يحصل أي شراء لأي جلد أخر. كان الصيادون في تركمنستان وحدها يعرضون ما يزيد على 130 جلد للضباع المخططة، وذلك بين عاميّ 1931 و1937، ومنذ عام 1948 انخفض هذا العدد لبضع عشرات من الحيوانات فقط، وبدأ من عام 1970 لم يُعرض أي جلد للبيع. يقوم بعض الصيادون في جنوبي بنجاب، قندهار، وكويته، بالإمساك بالضباع المخططة لاستخدامها في حلبات قتال الحيوانات، فتُحث الضباع على قتال كلاب مدربة خصيصا على هذا النوع من المعارك، وتُفيّد بحبال لمنعها من مهاجمة الكلاب بحال اقتضى الأمر. وفي قندهار يقوم الصيادين، الذين يسمون محليّا باسم بايلوخ (القدم العارية) باصطياد الضباع المخططة عن طريق الدخول إلى جحورها وهم عراة ويحملون أنشوطة، وما ان يتم حشر الضبع في أخر الجحر حتى يهمس الصياد بالجملة السحريّة «تحوّل إلى غبار، تحوّل إلى حجر» مما يؤدي لدخول الحيوان في حالة من الغشية والخضوع التام، مما يسمح للصياد بربط الأنشوطة حول قائمتيه الأماميتين وسحبه من الجحر.

### الضبع المخططة كمصدر للطعام والدواء

رسم مصري قديم يُظهر ضبعا مخططة يُطعم بالقوّة من قبل خادمين، لاحظ قوائمه المقيدة.

تظهر الرسومات على مصطبات الأسرة المصرية السادسة في سقارة خادمين يناضلان لتثبيت ضبع مخططة على ظهره أثناء إطعامها بالقوة قطع من اللحم والدواجن، وكان عليهم، بحسب ما تظهر بعض الرسوم، ربط القائمتين الخلفيتين للأفراد الأكثر شراسة قبل أن يقدمو على إطعامها. يفترض معظم علماء الأثار أن المصريين كانوا يقدمون على هذا التصرّف لتسمين الضباع حتى تُأكل لاحقا، إلا أن بعض الكتّاب يفترضون أن الهدف من وراء ذلك هو تدريب الضباع على المشاركة في رحلات الصيد. كان الإغريق القدماء والرومان يستعملون دماء، براز، مستقيم، الأعضاء التناسلية، عيون، لسان، شعر، جلد، ودهون هذه الحيوانات، بالإضافة لرماد أجزاء مختلفة من أجسادها الفانية، كأحدى الطرق الفعّآلة لطرد الشر وتأمين وجود وبقاء الحب والخصوبة. كان الإغريق والرومان يعتقدون أن أعضاء الضبع التناسليّة «تؤمن عيشة سعيدة سلميّة للزوجين»، وأنه بحال قام الرجل بوضع شرج الضبع كتعويذة على ذراعه العلويّ فإنه يصبح جذّأبا للنساء التي لن تستطيع مقاومة إغرائه. يعتبر لحم الضبع المخططة حلالا عند قوم سيستان، كوهات، بنّو، وخولستان المسلمون، وبالتالي فهم يأكلونه بحال توفّر، ويعتبر ذلك استثناءً عندهم عن المبدأ الشرعي الإسلامي الذي ينص على أن لحم أي جارح (آكل لحوم) حرام أكله، ويقول البعض أنهم يحللون هذا لأن الضبع المخططة حيوان قارت (آكل لكل شيء) وليس بلاحم كليّا. يقوم بعض البدو في شبه الجزيرة العربية بأكل لحم الضبع المخططة، على الرغم من أن لحمه يعتبر دواءً غالبا أكثر منه طعاما، وفي جنوب وغرب آسيا، يظهر بأن أعضاء الضباع تلعب دورا مهما في السحر المتعلق بالحب وبصناعة الطلاسم، وفي الفلكلور الإيراني يُقال أنه بحال وضع الشخص البحصة الموجودة بداخل جسد الضبع على ذراعه العلويّة فإنها تلعب دور الحجاب في حمايته من الشر. يقوم المسلمون في مقاطعة سند هانغ في باكستان بوضع سن ضبع مخطط فوق المرأة الممخضة كي لا يفقد حليبها البركة، وفي إيران يُعتقد بأن جلد الضبع المخططة المجفف يشكّل تعويذةً قويّة تجعل الناس يخضعون لجاذب مالكها. يُستخدم شعر الضباع المخططة في باكستان وأفغانستان في أسحار الحب وكتعويذة في حالة المرض، وفي الهند يُقال أن دماء الضبع تعتبر دواءً فعّالا، وأن أكل لسانها يساعد على الشفاء من الأورام، وفي منطقة خيبر يقوم السكان بحرق دهون الضبع ودهنها على أعضاء الرجل التناسلية، أو في بعض الأحيان يُصار إلى ابتلاعها لضمان توافر الرجولة، بينما في الهند يعتبر ذلك علاجا للروماتزم. يقوم بعض مشايخ الملا في أفغانستان بربط فرج الضبعة بالحرير على مفاصل أيديهم لأسبوع، ويقال أنه لو استرق رجل النظر عبر هذا الفرج إلى امرأة يرغب بها فسوف تكون من نصيبه بكل تأكيد، وقد أدّى هذا الأمر لظهور تعبير فارسي شرقي متعارف عليه بين الناس يفيد معناه الحرفي «الأمر يحصل بسهولة شديدة وكأنك تنظر عبر فرج ضبعة مخططة». يضع البشتون، قاطني المقاطعة الشمالية الغربية وبلوشستان، فرج الضبعة في مسحوق الزنجفر الذي يرتبط بدوره بمعتقدات خاصة بالجنس والخصوبة. كما ويُستخدم المسقيم المستخرج من ضبع مخطط مقتول حديثا من قبل المثليون ومزدوجي الميول لاستقطاب الشباب، وقد أدّى هذا لبروز عبارة «إنه يمتلك فرج ضبع» التي ترمز إلى شخص جذاب يحظى بالعديد من العشّاق، كما أن الاحتفاظ بقضيب ضبع مخطط في علبة مليئة بالرمال يُستخدم للأسباب ذاتها.

### الهجوم على البشر
كانت الضباع المخططة مهابة عبر التاريخ، حيث قيل أنها مسؤولة عن اختفاء الأطفال الصغار المتروكين في كل من القوقاز وآسيا الوسطى، وفي مقاطعة يريفان بأرمينيا خلال عقد الثمانينات من القرن التاسع عشر، كان يُعتقد أن هذه الحيوانات تسببت باختفاء أو جرح 25 ولدا و 3 أشخاص بالغين مصابين بضعف شديد، بعد أن كانوا نائمين خارج منازلهم، وقد استمرّت التقارير بالورود والتي أفادت بأن الضباع قتلت أطفالا طيلة عقد التسعينات من القرن التاسع عشر والعقد الأول من القرن العشرين، كما وردت من أذربيجان خلال ثلاثينات وأربعينات القرن نفسه. أما في الهند، خلال حقبة الحكم البريطاني، فإن هجمات الضباع لم تحدث صخبا بالقدر الذي أحدثته في أمكنة أخرى، إذ أنها لم تعتبر بنفس خطورة الذئاب التي تسببت بالكثير من الوفيات في النصف الثاني من القرن التاسع عشر، وفي الهند حاليّا لا يزال قتل الذئاب والضباع يتم عن طريق حملات تنظمها الحكومة في المناطق التي يُشك بأن اللواحم تخطف الأطفال فيها، بما في ذلك المحميات حتى. سرى اعتقاد عام 1962 مفاده أن الضباع كانت مسؤولة عن اختفاء تسعة أولاد في بلدة بهأغلبور في ولاية بيهار خلال فترة ستة أسابيع، وقد ورد تبليغ مماثل عام 1974 من ولاية كارناتاكا حيث قتل 19 طفلا تصل أعمارهم لحدود 4 سنوات خلال الليل، وفي 13 مارس 2005 جرح أحد الضباع 70 شخصا في ستة قرى وأصيب 5 منهم أصابات بالغة. يظهر شعب الكيكويو في كينيا خوفا أقل للضباع المخططة من خوفهم لأقاربها الأكبر حجما، الضباع المرقطة. أظهرت إحصائية جرت في ولاية ماديا براديش الهندية، حول نسبة هجوم الحيوانات البرية على البشر خلال خمسة سنوات، أن الضباع المخططة هاجمت 3 أشخاص فقط، وبهذا فقد احتلت المركز الأخير بين باقي الأنواع التي تسببت بوفيات كثيرة وهي: الذئاب، الغور، الخنازير البرية، الفيلة، الببور، النمور، ودببة الكسلان.
على الرغم من أن الضباع المخططة نادرا ما تهاجم البشر، إلا انها سوف تقتات على جيفة الإنسان بحال وجدت، وفي تركيا توضع أحجار رخاميّة على قبور الأموات لمنع الضباع من نبش القبور للاقتيات على الجثث، وقد اقتبست هذه العادات في بلاد الشام. فرض الأتراك خلال الحرب العالمية الأولى التجنيد الإجباري (سفر برلك) على سكان جبل لبنان، فقام الكثير من الرجال بالهرب شمالا حيث توفي بعضهم واقتاتت الضباع على جثثهم.

### الضباع المخططة كحيوانات أليفة
كانت الضباع المخططة من ضمن الحيوانات المألوفة في معارض الوحوش عبر الإمبراطورية البريطانية، وكان البعض منها مروضا. تُظهر التجارب أن الضباع المخططة يمكن ترويضها بسهولة بحال تمّت تربيتها على يد الإنسان وهي بعد صغيرة حيث تصبح ودودة ومتقبلة لوجود الغريب بقربها، على أنها قد تتحول للعدائية والعند بحال تمّ الاحتفاظ بها في أمكنة ضيقة. وعلى الرغم من أن ترويض هذه الحيوانات ليس أسهل من ترويض الضباع المرقطة، إلا أن هذا النوع يظهر عدائية أقل تجاه الكلاب من أقاربه الأكبر حجما.

## وصلات خارجية
- المجموعة المختصة بالضبعيات من الاتحاد العالمي للحفاظ على الطبيعة. صفحات الضبع المخططة.
- الضبع المخططة من موقع «الصحراء الحيّة».
- معلومات عن الضبع المخططة من موقع Lioncrusher's Domain.